# Inocybe malenconii
Inocybe malenconii är en svampart som beskrevs av R. Heim 1931. Enligt Catalogue of Life ingår Inocybe malenconii i släktet Inocybe,  och familjen Inocybaceae, men enligt Dyntaxa är tillhörigheten istället släktet Inocybe,  och familjen Crepidotaceae. Arten är reproducerande i Sverige. Inga underarter finns listade i Catalogue of Life.